# ムーンライト ダンス
「ムーンライト ダンス」は、渡辺美里の楽曲。1989年6月1日にEPIC/SONY RECORDS (現・エピックレコードジャパン) より発売された13枚目のシングル。

## 概要
5枚目のアルバム『Flower bed』からの先行シングル。表題曲「ムーンライト ダンス」は、大人へと成長して行く過程で見えてくる現実や、失われる輝きといった思春期の痛みを描いた曲。タイトルが表す ″月光″ のような淋しげな曲調が印象的なナンバーに仕上げられている。9thシングル「悲しいね」以来4作ぶりに小室哲哉が作曲および編曲を手掛けている。
2005年8月にリリースされたカバー・アルバム『うたの木 seasons “秋”』では、この曲のセルフカバーが行われている。
カップリング曲「夏のカーブ」はアルバム未収録となっている。（2023年12月現在）

## 収録曲
1. ムーンライト ダンス
作詞：渡辺美里 / 作曲・編曲：小室哲哉
2. 夏のカーブ
作詞：渡辺美里 / 作曲：佐橋佳幸 / 編曲：佐橋佳幸・清水信之

## 収録アルバム
- 『Flower bed』 (#5)
- 『Sweet 15th Diamond』 (Disc.2 #5)
- 『M・Renaissance〜エム・ルネサンス〜』 (Disc.2 #4)
- 『25th Anniversary Misato Watanabe Complete Single Collection〜Song is Beautiful〜』(Disc.1 #13)
- 『harvest』(Disc.2 #5)